# Edpercivalia shandi
Edpercivalia shandi är en nattsländeart som först beskrevs av Mcfarlane 1951.  Edpercivalia shandi ingår i släktet Edpercivalia och familjen Hydrobiosidae. Inga underarter finns listade i Catalogue of Life.